# Per Bertilsson
Per Bertilsson (Drängsered, 4 de dezembro de 1892 — Göteborg, 18 de setembro de 1972) foi um ginasta sueco que competiu em provas de ginástica artística pela nação.
Bertilsson é o detentor de uma medalha olímpica, conquistada na edição de 1912, nos Jogos de Estocolmo. Na ocasião, foi o medalhista de ouro da prova coletiva de sistema sueco ao lado de seus 23 companheiros de equipe, quando superou as nações da Dinamarca e Noruega respectivamente.